# Gangland
Gangland is een televisieserie die van 1 november 2007 tot 24 september 2010 door History Channel werd uitgezonden. Het programma gaat over verschillende Amerikaanse criminele bendes. Iedere aflevering duurt ongeveer 45 minuten. De première omvat een special over de Aryan Brotherhood. De muziek is uitgevoerd door Buckshot van de rapgroep Boot Camp Clik.

## Afleveringen
| Seizoen | Afleveringen | Uitzenddatum | Seizoenspremière  | Seizoensfinale    |
| ------- | ------------ | ------------ | ----------------- | ----------------- |
| 1       | 13 + Special | 2007–2008    | 1 november 2007   | 31 januari 2008   |
| 2       | 12           | 2008         | 13 maart 2008     | 12 juni 2008      |
| 3       | 12           | 2008         | 12 september 2008 | 4 december 2008   |
| 4       | 12           | 2009         | 5 februari 2009   | 30 april 2009     |
| 5       | 12           | 2009         | 28 mei 2009       | 13 augustus 2009  |
| 6       | 13           | 2009-2010    | 5 november 2009   | 30 april 2010     |
| 7       | 13           | 2009-2010    | 7 mei 2010        | 24 september 2010 |

### Seizoen 1
| Afl. # | Titel                 | Bende                               | Uitzending       |
| ------ | --------------------- | ----------------------------------- | ---------------- |
| 0      | "Aryan Brotherhood"   | Aryan Brotherhood                   | 1 november 2007  |
| 1      | "American Gangster"   | Frank Lucas en Leroy "Nicky" Barnes | 1 november 2007  |
| 2      | "You Rat,You Die"     | Mara Salvatrucha                    | 8 november 2007  |
| 3      | "Code of Conduct"     | Mexican Mafia                       | 15 november 2007 |
| 4      | "Behind Enemy Lines"  | Hells Angels MC                     | 28 november 2007 |
| 5      | "Race Wars"           | Straatbendes in Los Angeles         | 8 december 2007  |
| 6      | "Kings of New York"   | Latin Kings                         | 13 december 2007 |
| 7      | "Stone to the Bone"   | Black P. Stones                     | 20 december 2007 |
| 8      | "Hate Nation"         | Skinheadbendes                      | 27 december 2007 |
| 9      | "Gangster City"       | Gangster Disciples                  | 3 januari 2008   |
| 10     | "Blood In, Blood Out" | Nuestra Familia                     | 10 januari 2008  |
| 11     | "Basic Training"      | Bendeleden in het leger             | 17 januari 2008  |
| 12     | "Blood Oath"          | United Blood Nation                 | 24 januari 2008  |
| 13     | "Root of All Evil"    | Mara Salvatrucha                    | 31 januari 2008  |

### Seizoen 2
| Afl. #  | Titel                    | Bende                            | Uitzending    |
| ------- | ------------------------ | -------------------------------- | ------------- |
| 14 (1)  | "Maniacal"               | Maniac Latin Disciples           | 13 maart 2008 |
| 15 (2)  | "Deadly Triangle"        | Joe Boys, Wah Ching en Wo Hop To | 20 maart 2008 |
| 16 (3)  | "Biker Wars"             | Outlaws MC                       | 27 maart 2008 |
| 17 (4)  | "Texas Terror"           | Texas Syndicate                  | 3 april 2008  |
| 18 (5)  | "Crip Or Die"            | Crips                            | 10 april 2008 |
| 19 (6)  | "Lords of the Holy City" | Vice Lords                       | 1 mei 2008    |
| 20 (7)  | "Murder by Numbers"      | 18th Street Gang                 | 8 mei 2008    |
| 21 (8)  | "Mongol Nation"          | Mongols MC                       | 15 mei 2008   |
| 22 (9)  | "Gangster, Inc."         | Gangster Disciples               | 22 mei 2008   |
| 23 (10) | "One Blood"              | Bloods                           | 29 mei 2008   |
| 24 (11) | "Sin City"               | Straatbendes in Las Vegas        | 5 juni 2008   |
| 25 (12) | "From Girl to Gangster"  | Vrouwelijke Crips en Bloods      | 12 juni 2008  |

### Seizoen 3
| Afl. #  | Titel                       | Bende                   | Uitzending        |
| ------- | --------------------------- | ----------------------- | ----------------- |
| 26 (01) | "Death in Dixie"            | La Gran Familia         | 12 september 2008 |
| 27 (02) | "California Killing Fields" | Tiny Raskal Gang        | 19 september 2008 |
| 28 (03) | "The Devil's Playground"    | Satan Disciples         | 26 september 2008 |
| 29 (04) | "Blood in the Streets"      | Los Solidos             | 3 oktober 2008    |
| 30 (05) | "From Heaven to Hell"       | Crips in Salt Lake City | 10 oktober 2008   |
| 31 (06) | "Bandido Army"              | Bandidos MC             | 17 oktober 2008   |
| 32 (07) | "Menace of Destruction"     | M.O.D. en White Tigers  | 24 oktober 2008   |
| 33 (08) | "Rage Against Society"      | Friends Stand United    | 31 oktober 2008   |
| 34 (09) | "Paid in Blood"             | Warlocks MC             | 7 november 2008   |
| 35 (10) | "Die, Snitch, Die"          | Gotti Boyz              | 21 november 2008  |
| 36 (11) | "To Torture or to Kill?"    | Los Zetas               | 28 november 2008  |
| 37 (12) | "All Hell Breaks Loose"     | Zoe Pound               | 4 december 2008   |

### Seizoen 4
| Afl. #  | Titel                 | Bende                                  | Uitzending       |
| ------- | --------------------- | -------------------------------------- | ---------------- |
| 38 (01) | "Highway to Hell"     | Avenues                                | 5 februari 2009  |
| 39 (02) | "Devil's Fire"        | Pagan's MC                             | 12 februari 2009 |
| 40 (03) | "Divide and Conquer"  | Latin Kings                            | 19 februari 2009 |
| 41 (04) | "Kill 'Em All"        | Best Friends                           | 2 maart 2009     |
| 42 (05) | "Kill Or Be Killed"   | Love Murdering Gangsters               | 12 maart 2009    |
| 43 (06) | "Boys of Destruction" | Boys of Destruction en Horseshoe Posse | 19 maart 2009    |
| 44 (07) | "Aryan Terror"        | Aryan Brotherhood of Texas             | 26 maart 2009    |
| 45 (08) | "Silent Slaughter"    | Sons of Silence MC                     | 2 april 2009     |
| 46 (09) | "Killing Snitches"    | Hidden Valley Kings                    | 9 april 2009     |
| 47 (10) | "Everybody Killers"   | Hoover Criminals                       | 16 april 2009    |
| 48 (11) | "Dead Man Inc."       | Dead Man Inc.                          | 23 april 2009    |
| 49 (12) | "Biker Wars 2"        | Hells Angels MC en Mongols MC          | 30 april 2009    |

### Seizoen 5
| Afl. #  | Titel               | Bende                      | Uitzending       |
| ------- | ------------------- | -------------------------- | ---------------- |
| 50 (01) | "Ice Cold Killers"  | Crips in Anchorage, Alaska | 28 mei 2009      |
| 51 (02) | "Klan Of Killers"   | Imperial Klans of America  | 4 juni 2009      |
| 52 (03) | "Machete Slaughter" | Trinitarios                | 11 juni 2009     |
| 53 (04) | "Blood River"       | Barrio Azteca              | 18 juni 2009     |
| 54 (05) | "Hustle or Die"     | Four Corner Hustlers       | 25 juni 2009     |
| 55 (06) | "Gangsta Killers"   | Top 6                      | 2 juli 2009      |
| 56 (07) | "The Death Head"    | Hells Angels MC            | 9 juli 2009      |
| 57 (08) | "Circle of Death"   | Aryan Circle               | 16 juli 2009     |
| 58 (09) | "Dog Fights"        | Bulldogs                   | 23 juli 2009     |
| 59 (10) | "Evil Breed"        | The Breed MC               | 30 juli 2009     |
| 60 (11) | "Hunt and Kill"     | Brown Pride                | 6 augustus 2009  |
| 61 (12) | "Deadly Blast"      | Tango Blast                | 13 augustus 2009 |

### Seizoen 6
| Afl. #  | Titel                | Bende                                                             | Uitzending       |
| ------- | -------------------- | ----------------------------------------------------------------- | ---------------- |
| 62 (01) | "Snitch Slaughter"   | Vagos MC                                                          | 5 november 2009  |
| 63 (02) | "Trinity of Blood"   | Tri-City Bombers                                                  | 12 november 2009 |
| 64 (03) | "Street Law"         | Sureños in Atlanta                                                | 3 december 2009  |
| 65 (04) | "Skinhead Assault"   | Volksfront                                                        | 10 december 2009 |
| 66 (05) | "Crazy Killers"      | South Side Locos uit Oklahoma City                                | 17 december 2009 |
| 69 (07) | "Bloody South"       | Gangster Killer Bloods a.k.a. G-Shine of Columbia, South Carolina | 15 januari 2010  |
| 68 (07) | "Devils Disciples"   | Devils Diciples MC of Detroit                                     | 22 januari 2010  |
| 69 (08) | "The Assassins"      | Logan Heights of San Diego                                        | 19 februari 2010 |
| 70 (09) | "Mile High Killers"  | North Side Mafia of Denver, Colorado                              | 5 maart 2010     |
| 71 (10) | "Beware The Goose!"  | Galloping Goose MC                                                | 7 april 2010     |
| 72 (11) | "Sex, Money, Murder" | Sex Money Murda (Bloods) of Trenton, NJ                           | 14 april 2010    |
| 73 (12) | "Public Enemy #1"    | Public Enemy No. 1                                                | 21 april 2010    |
| 74 (13) | "Hell House"         | Sindicato Nuevo Mexico (New Mexico Syndicate)                     | 30 april 2010    |

### Seizoen 7
| Afl. #  | Titel                   | Bende                                 | Uitzending        |
| ------- | ----------------------- | ------------------------------------- | ----------------- |
| 75 (1)  | "Most Notorious"        | Various gangs                         | 7 mei 2010        |
| 76 (2)  | "Vendetta of Blood"     | Lincoln Park Bloods of San Diego      | 14 mei 2010       |
| 77 (3)  | "A Killer's Revenge"    | Asian Boyz, Wah Ching                 | 21 mei 2010       |
| 78 (4)  | "Wild Boyz"             | Wild Boyz of Pine Ridge               | 4 juni 2010       |
| 79 (5)  | "Better Off Dead"       | Ñetas a.k.a. Association Ñetas        | 18 juni 2010      |
| 80 (6)  | "Capitol Killers"       | Mara Salvatrucha in Washington, D.C.  | 25 juni 2010      |
| 81 (7)  | "Clash Of The Crips"    | Crips of New York City, NY            | 9 juli 2010       |
| 82 (8)  | "Army of Hate"          | Aryan Republican Army                 | 6 augustus 2010   |
| 83 (9)  | "The Filthy Few"        | Hells Angels of Seattle               | 13 augustus 2010  |
| 84 (10) | "Shoot to Kill"         | Florencia 13 (Sureños) of Los Angeles | 20 augustus 2010  |
| 85 (11) | "Road Warriors"         | Traveling Vice Lords (People Nation)  | 27 augustus 2010  |
| 86 (12) | "Valley of Death"       | New Mexican Mafia of Phoenix          | 17 september 2010 |
| 87 (13) | "Death Before Dishonor" | Black Mafia Family of Atlanta         | 24 september 2010 |